# 漢普頓錨地隧橋
漢普頓錨地隧橋（英語：Hampton Roads Bridge–Tunnel）是位于美国弗吉尼亚州东南部的一座隧橋，跨越漢普頓錨地，由桥、隧和人工岛组成，双向四车道，承载64号州际公路和60号美国国道。